# Bestwig
Bestwig – miejscowość i gmina w zachodnich Niemczech, w kraju związkowym Nadrenia Północna-Westfalia, w rejencji Arnsberg, w powiecie Hochsauerland. W gminie znajduje się sześć dzielnic: Velmede, Nuttlar, Ostwig, Heringhausen, Ramsbeck i Andreasberg, które dzielą się na 17 osiedli (Ortsteil).

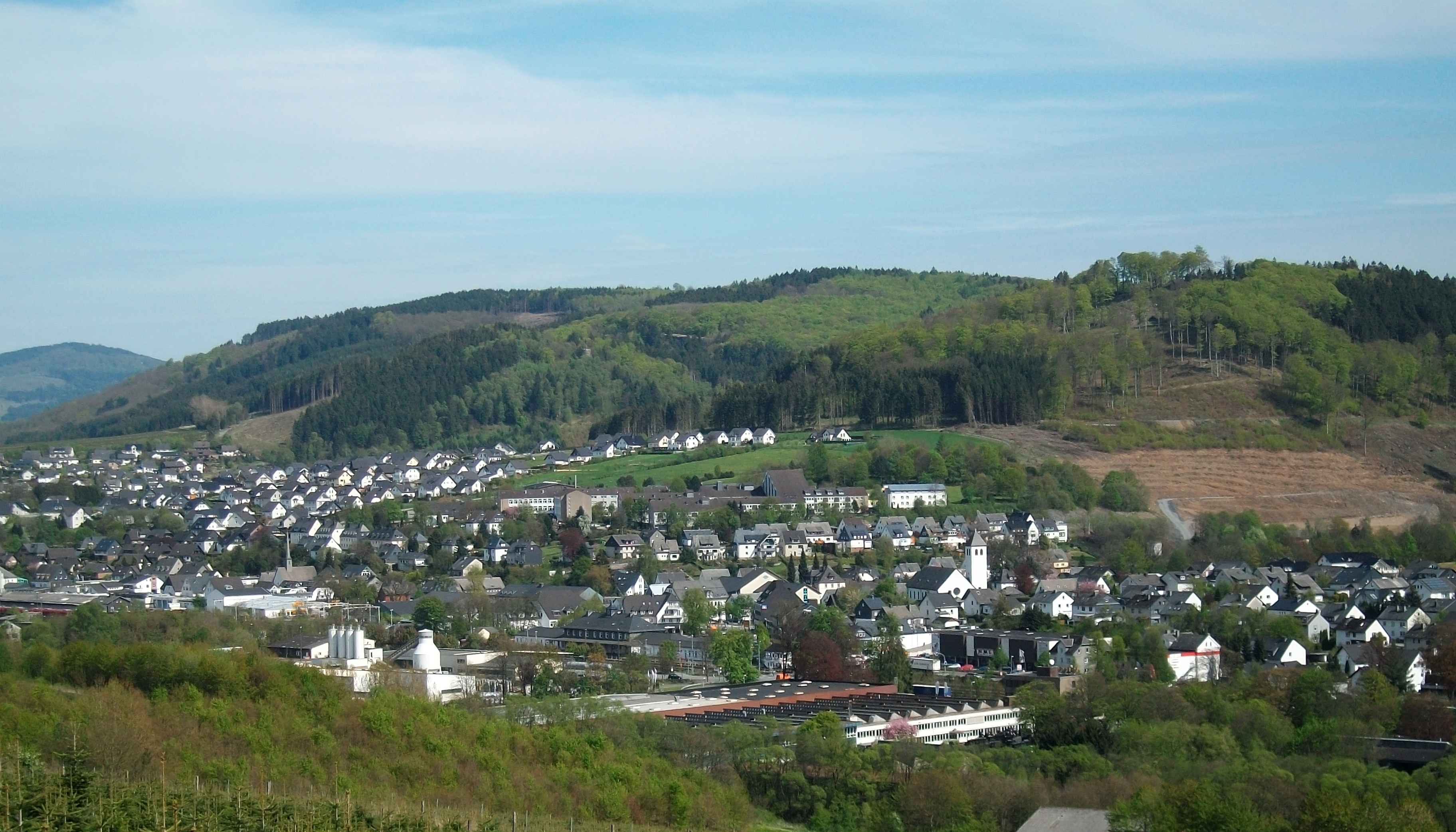
Widok na Bestwig

## Współpraca
Miejscowości partnerskie:
- Niederorschel, Turyngia
- Niederwiesa, Saksonia